# Today Newspaper
Today Newspaper war eine unabhängige, private Zeitung im westafrikanischen Staat Gambia. Sie wurde im Juli 2007 vom nigerianischen Journalisten Abdul Hamid Adiamoh gegründet und erschien zunächst mit drei Ausgaben in der Woche. Nach zwei Monaten wurde auf eine tägliche Auflage umgestellt. Der Sitz der Zeitung war an der Kairaba Avenue in Serekunda-Kanifing.
Today ist die erste Zeitung Gambias, die farbig gedruckt wird.
Um 2011 war Abdul Hamid Adiamoh der Geschäftsführer (Managing Director). Zu dieser Zeit gab es 15 Festangestellte und 15 Freiberufler.
Die Zeitung wurde nach 2011 eingestellt.